# Atom Miraiha No.9
Atom Miraiha No.9 (アトム 未来派 No.9) è un album in studio del gruppo musicale giapponese Buck-Tick, pubblicato nel 2016.

## Tracce
1. Cum uh Sol nu -Flask no Besshu- (cum uh sol nu -フラスコの別種-) – 3:53 (testo: Imai – musica: Imai)
2. Pinoa Icchio -Odoru Atom- (PINOA ICCHIO -躍るアトム-) – 2:30 (testo: Imai – musica: Imai)
3. Devil's Wings – 4:43 (testo: Sakurai – musica: Imai)
4. El Dorado – 3:58 (testo: Sakurai – musica: Hoshino)
5. Bi Neo Universe (美 NEO Universe) – 5:05 (testo: Sakurai – musica: Imai)
6. Boy Septem Peccata Mortalia – 4:21 (testo: Sakurai – musica: Imai)
7. Jukai (樹海) – 3:46 (testo: Sakurai – musica: Hoshino)
8. The Seaside Story – 3:27 (testo: Imai – musica: Imai)
9. Future Song -Mirai ga Tōru- (FUTURE SONG -未来が通る-) – 3:57 (testo: Imai, Sakurai – musica: Imai)
10. Manjusaka (曼珠沙華 manjusaka) – 4:39 (testo: Sakurai – musica: Hoshino)
11. Cuba Libre – 4:34 (testo: Sakurai – musica: Imai)
12. Ai no Sōretsu (愛の葬列) – 6:51 (testo: Sakurai – musica: Imai)
13. New World -Beginning- – 4:45 (testo: Sakurai – musica: Imai)

## Formazione
- Atsushi Sakurai - voce
- Hisashi Imai - chitarra, voce
- Hidehiko Hoshino - chitarra
- Yutaka Higuchi - basso
- Toll Yagami - batteria